# かなしみ笑い
「かなしみ笑い」（かなしみわらい）は、中島みゆきの8作目のシングル。1980年2月5日にキャニオン・レコードよりリリース。

## 解説
「かなしみ笑い」はオリジナルアルバムには収録されておらず、1986年のベストアルバム『中島みゆき THE BEST』においてアルバム初収録となった。
「霧に走る」は後藤次利が編曲を担当した曲であり、こちらもオリジナルアルバムには収録されていない。1987年のベストアルバム『Singles』においてアルバム初収録となった。なお、中島が楽曲提供した松坂慶子のシングル「海と宝石」のB面には本曲のカバーが収録されている。
2022年11月28日にこのシングルは、ヤマハミュージックコミュニケーションズにより、ジャケット画像は7インチシングル盤でデジタル・ダウンロード配信された。

## 収録曲
1. かなしみ笑い
（作詞・作曲：中島みゆき 編曲：吉野金次、青木望）
2. 霧に走る
（作詞・作曲：中島みゆき 編曲：後藤次利）

## 収録アルバム
- 中島みゆき THE BEST (#1)
- Singles (#1,2)

## カバー
かなしみ笑い
- 研ナオコ（1984年、アルバム『Again』収録）
- 美川憲一（1991年、シングル「花」のカップリングに収録。アルバム『エンカのチカラ -GREAT 80's-』収録。）

霧に走る
- 松坂慶子（1983年、シングル「海と宝石」のB面に収録）